# Leo Ketelaars
Leonard Antonius (Leo) Ketelaars (Maasniel, 23 december 1913 – Vaals, 26 januari 1992) was een Nederlands bas-bariton.
Leo Ketelaars was de zoon van politieagent Antonius Petrus Paulus Ketelaars en Petronella Thissen. Toen Leo nog jong was verhuisde het gezin naar Vaals. Het gezin Ketelaars was muzikaal. Leo kreeg vioollessen van Jules Dreissen en aanvullende pianolessen en harmonieleer. Later volgde een opleiding aan het Conservatorium van Aken bij Morten Svendsen (viool) en diens vrouw Valentine Rostin (zanglessen). In de tweede helft van de jaren 1930 was hij violist in het orkest van het Stadttheater Aachen, dat toen onder leiding stond van een jonge Herbert von Karajan. Von Karajan merkte zijn zangkwaliteiten op en raadde hem aan zich daarin verder te bekwamen, maar toch volgden er nog lessen in orgel en orkestdirectie, vermoedelijk om de Tweede Wereldoorlog door te komen. In 1946 volgde dan de omschakeling met zanglessen van Suze Luger-van Beuge aan het Conservatorium Maastricht. Hij was ook enige tijd zangdocent, koordirigent en organist in de Pauluskerk in Vaals.
Met zijn deelname aan het zangconcours Union Bel Canto in Den Haag (1949) verwierf Ketelaars een zekere naam als zanger. Hij won er een gouden medaille. Vanaf dat moment was hij regelmatig op de radio te beluisteren. Hij trad op in geheel West-Europa. Van 1950 tot 1963 zong hij twintig keer met het Concertgebouworkest, meest onder leiding van Eugen Jochum. Alhoewel hij als oratoriumzanger menige Matthäus-Passion van Johann Sebastian Bach zou uitvoeren, werkte hij veelal in het eigentijdse repertoire met werken van Henk Badings (Salto Mortale), Oscar van Hemel, Herman Strategier, Géza Frid, Marius Monnikendam, Louis Toebosch, August Maes en Matty Niël, maar ook werken van Bohuslav Martinů (Soldatenmis). Bovendien bleef hij verzot op Limburgse liedjes. Van 1945 tot 1957 was hij leider van het operettegezelschap Het Zingende Zuiden in Vaals.
Ketelaars was voorts muziekrecensent bij Limburgse dag- en weekbladen. Van zijn hand is ook een aantal composities bekend, uiteraard gericht op zang, waaronder De bank, een lied op tekst van Johan Kunkels. Hij schreef het boekwerkje De menselijke stem (1984/1985).
Na een hartinfarct moest hij zijn actieve loopbaan beëindigen en legde zijn ziel en zaligheid in het opleiding van een nieuwe generatie zangers aan conservatoria in Tilburg en Maastricht. Hij was leraar van onder anderen John Bröcheler, Ad van Limpt, Hubert Waber en Matthias Juchem. Toen dat ook niet verder ging trok hij zich met zijn familie terug in Vaals.
Leo Ketelaars was getrouwd met Justina Hubertina (Justi) Kocks. In 1977 werd hij onderscheiden als ridder in de Orde van Oranje-Nassau. In de kop van zijn rouwadvertentie stond de gedeeltelijke tekst van Wenn ich einmal soll scheiden.
- Gemeinsame Normdatei: 134641205
- International Standard Name Identifier: 0000 0000 5604 3924
- Nederlandse Thesaurus van Auteursnamen: 070641188
- Virtual International Authority File: 56144648304781326417
- WorldCat: E39PBJfx9QtJWrG3xhfxTT34v3